# Bombus humilis
Bombus humilis là một loài ong trong họ Apidae. Loài này được Illiger miêu tả khoa học đầu tiên năm 1806.